# Église protestante de Harskirchen
Cette église protestante de Harskirchen est une architecture du XVIIIe siècle, classée monument historique, situé à Harskirchen dans le département français du Bas-Rhin.

## Localisation
Ce monument est situé rue d'Altwiller à Harskirchen.

## Historique
L'édifice fait l'objet d'un classement au titre des monuments historiques depuis 1926.

## Architecture

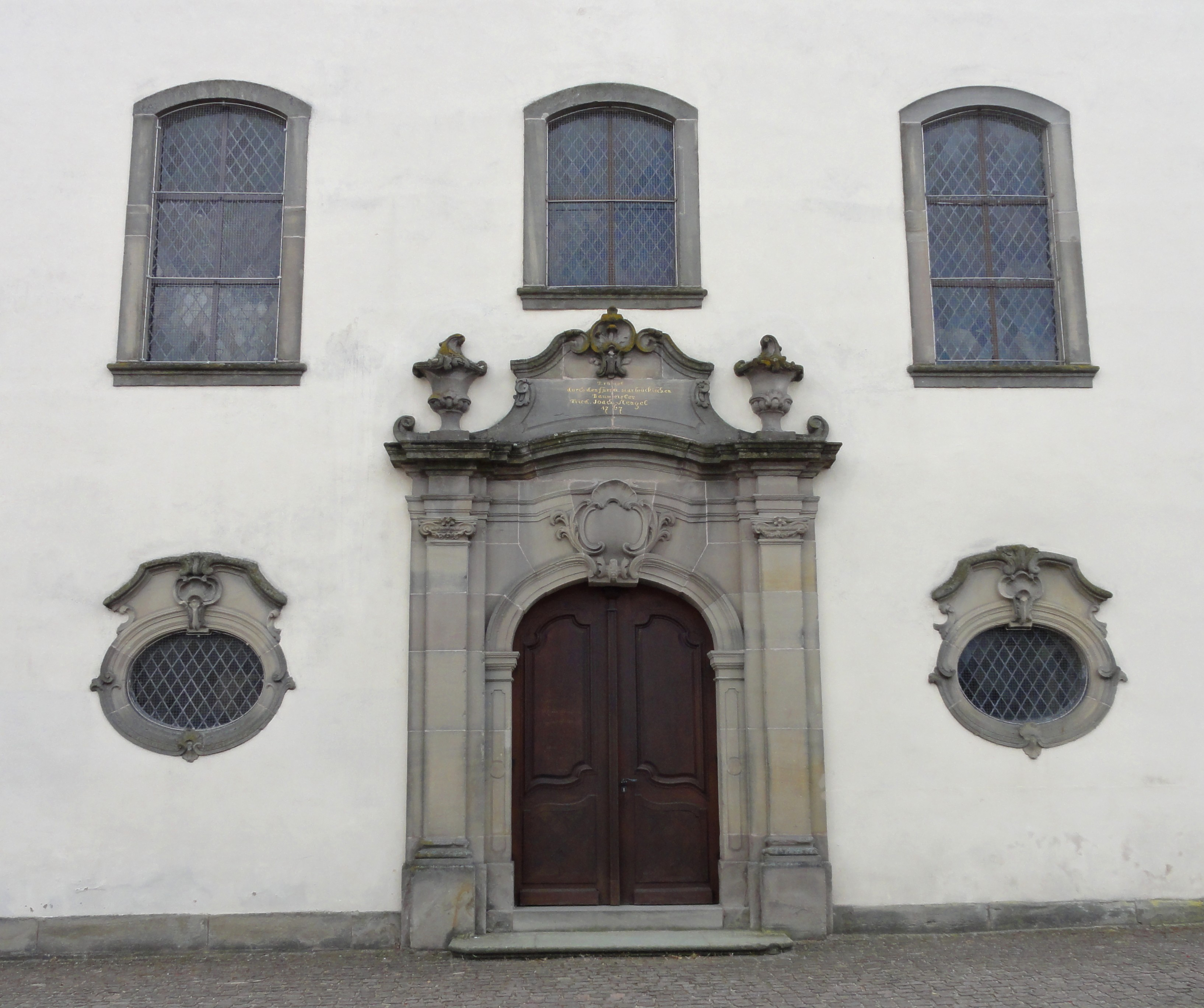
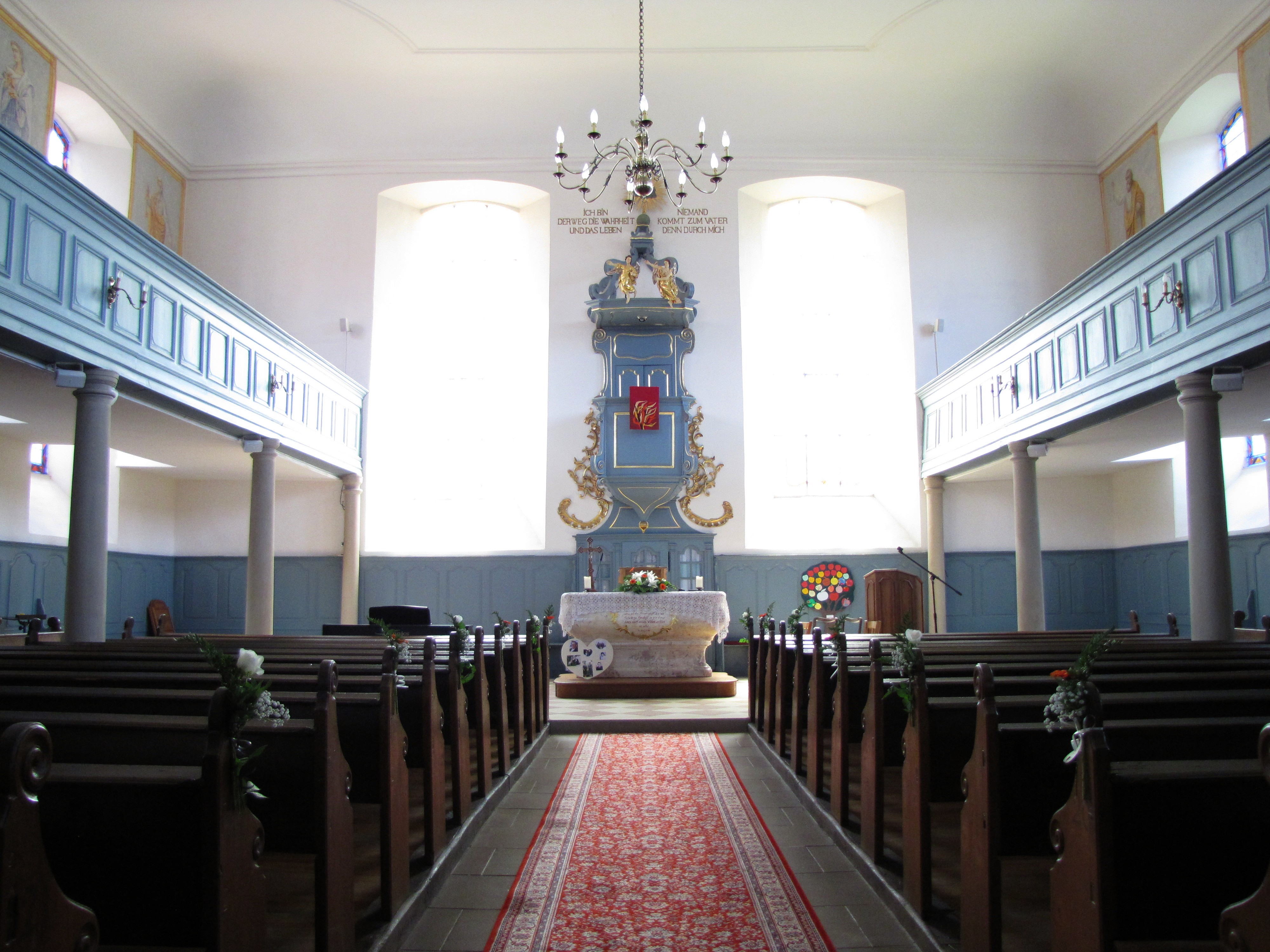
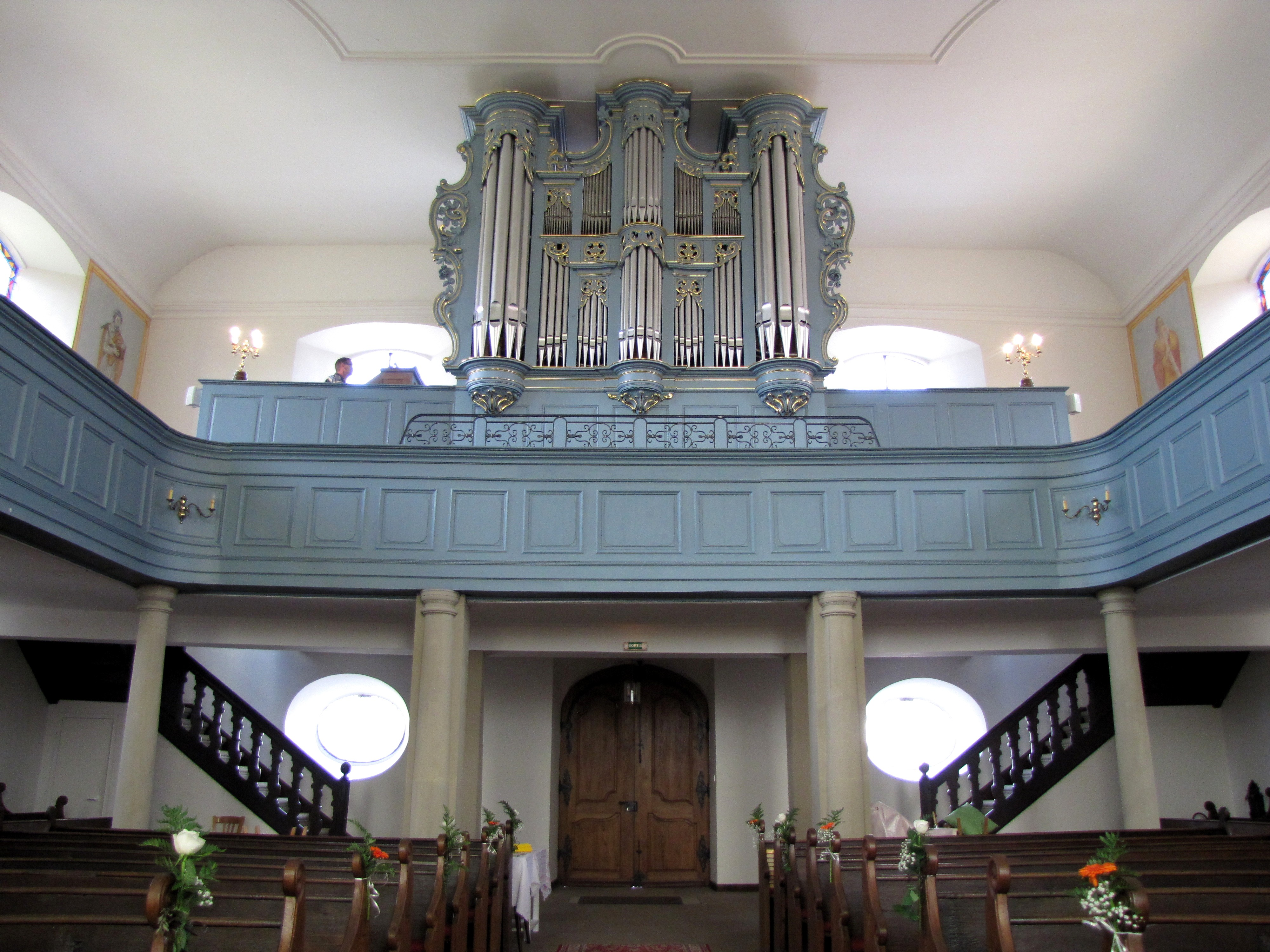